# Экземпеда Альберти
Шаблон:Архитектура

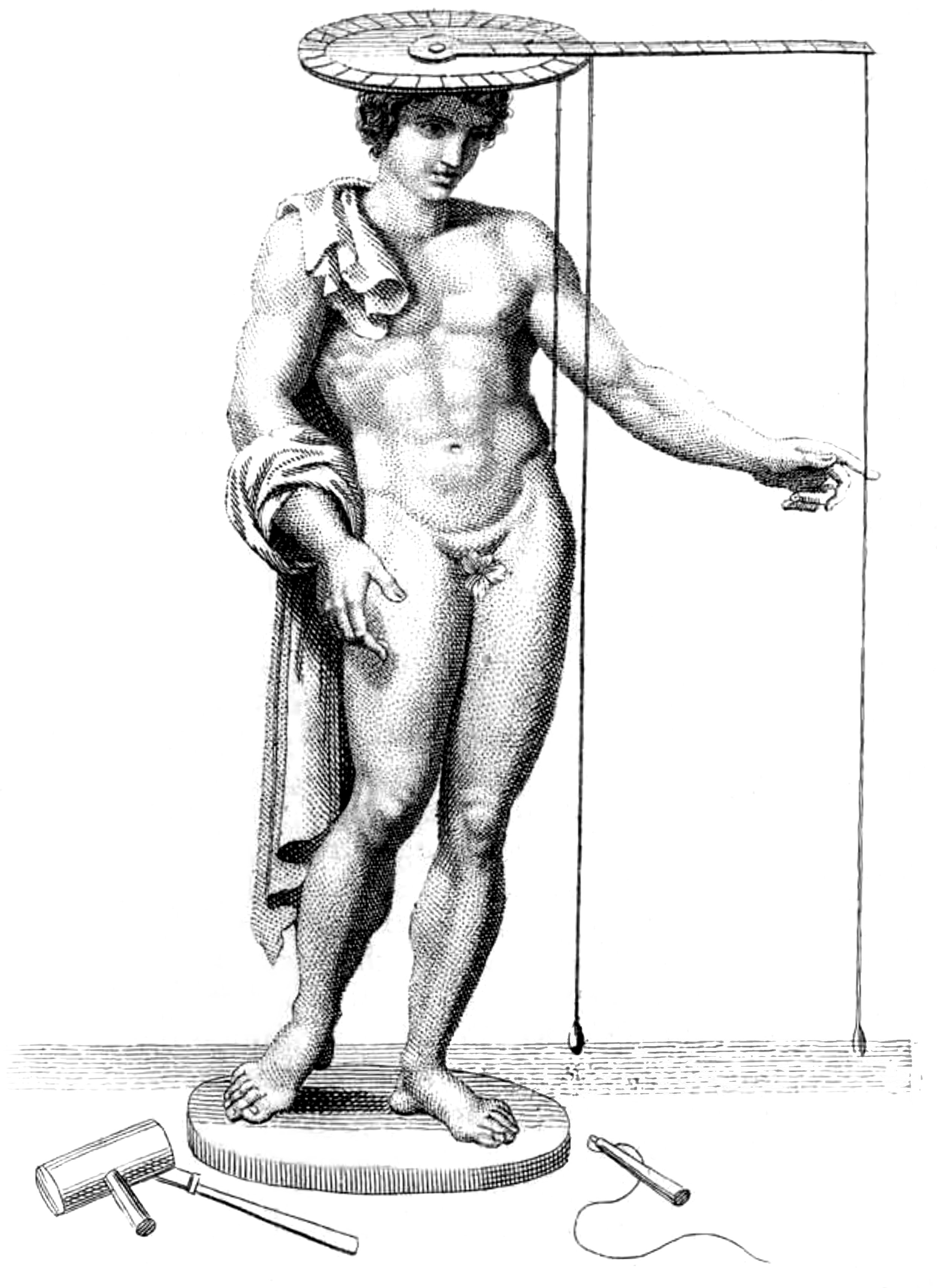
Иллюстрация из книги Альберти «О живописи. О статуе» Издание 1804 г., Милан

Экземпеда  (др.-греч. εξέμπεδοο — наблюдать со всей строгостью, от др.-греч. έμπεδος — постоянный, неколебимый, невредимый, верный) — в общем значении: строгая система измерений чего-либо. В истории искусства и теории архитектуры — название системы пропорционирования изображений фигуры человека, разработанной выдающимся архитектором и теоретиком эпохи Итальянского Возрождения Леоном Баттистой Альберти (1404—1472). 
Эта система изложена Альберти в трактате  «О статуе» (1464), написанном на латинском языке. Альберти предложил для удобства изображения и «достижения красоты тела наипростейшим способом», а также следуя канону древнеримского архитектора Витрувия, разделить высоту фигуры человека на шесть «футов» (лат. pes — «ступней»), что на самом деле отличается от канона Витрувия. Каждый «фут» делится, в свою очередь, на десять «дюймов» (лат. unceolae) и на десять «минут», или «мелочей» (лат. minutum). Таким образом, средний рост фигуры составляет шесть футов, или шестьдесят дюймов, или шестьсот минут. 
Строгость применения этой системы (отсюда название), которую Альберти называл также «шестистопной», позволяет, по его мнению, добиваться ясных композиционных связей фигуры человека с формируемым вокруг него архитектурным пространством и, в частности, гармоничного сочетания статуй с архитектурой .
С «экземпедой» Альберти в 1523—1527 годах знакомился А. Дюрер, он использовал эту систему в своём трактате «Четыре книги о пропорциях» (издано в 1528 году в Нюрнберге). Экземпеда — характерный пример рационалистического мышления, свойственного художникам эпохи Возрождения.   